# Turpinia cochinchinensis
Turpinia cochinchinensis là một loài thực vật có hoa trong họ Staphyleaceae. Loài này được (Lour.) Merr. miêu tả khoa học đầu tiên năm 1938.